# 盧卡斯冰原島峰
67°48′S 62°11′E / 67.800°S 62.183°E
盧卡斯冰原島峰（英語：Lucas Nunatak）是南極洲的冰原島峰，位於麥克羅伯特森地，處於伍德伯里冰原島峰以南2公里，屬於弗拉姆山脈中凱西山脈的一部分，現時由南極條約體系管理。